# Écluzelles
Écluzelles – miejscowość i gmina we Francji, w Regionie Centralnym, w departamencie Eure-et-Loir.
Według danych na rok 1990 gminę zamieszkiwało 166 osób, a gęstość zaludnienia wynosiła 52 osoby/km² (wśród 1842 gmin Regionu Centralnego Écluzelles plasuje się na 972. miejscu pod względem liczby ludności, natomiast pod względem powierzchni na miejscu 1407.).